# Задорье (Марёвский район)
Задорье — деревня в Марёвском муниципальном районе Новгородской области, входит в состав Моисеевского сельского поселения. На 1 января 2012 года постоянное население в деревне отсутствует. Площадь земель относящихся к деревне — 5,6 га.
Деревня расположена на реке Пола, на высоте 89 м над уровнем моря. Выше по течению Полы, к юго-западу от Задорья, находится деревня Намошье, ниже по течению Полы, к северо-востоку — деревня Вышитино.

## История
В списке населённых мест Демянского уезда Новгородской губернии за 1909 год деревня Задорье указана как относящаяся к Моисеевской волости уезда (1 стана 3 земельного участка). Население деревни Задорье, что была тогда на земле Вышитинского сельского общества — 61 житель: мужчин — 32, женщин — 29, число дворов — 10, число жилых строений — 20.
До 31 июля 1927 года деревня в составе Моисеевской волости Демянского уезда Новгородской губернии РСФСР, а затем с 1 августа в составе Жабенского сельсовета новообразованного Молвотицкого района Новгородского округа Ленинградской области. С ноября 1928 года деревня вошла во вновь образованный Намошский сельсовет. По постановлению ЦИК и СНК СССР от 23 июля 1930 года Новгородский округ был упразднён, а район перешёл в прямое подчинение Леноблисполкому. С 6 сентября 1941 года до 1942…1943 гг. Молвотицкий район был оккупирован немецко-фашистскими войсками. Указом Президиума Верховного Совета РСФСР от 19 февраля 1944 года райцентр Молвотицкого района был перенесён из села Молвотицы в село Марёво. Указом Президиума Верховного Совета СССР от 5 июля 1944 года была образована Новгородская область и Молвотицкий район вошёл в её состав.
Решением Новгородского облисполкома № 692 от 4 августа 1961 года Намошский сельсовет был упразднён, а деревня Задорье вошла в состав Новодеревенского сельсовета. Во время неудавшейся всесоюзной реформы по делению на сельские и промышленные районы и парторганизации, в соответствии с решениями ноябрьского (1962 года) пленума ЦК КПСС «о перестройке партийного руководства народным хозяйством» с 10 декабря 1962 года был образован крупный Демянский сельский район, а административный Молвотицкий район 1 февраля 1963 года был упразднён. Новодеревенский сельсовет тогда вошёл в состав Демянского сельского района. Пленум ЦК КПСС, состоявшийся 16 ноября 1964 года восстановил прежний принцип партийного руководства народным хозяйством, после чего Указом Верховного Совета РСФСР от 12 января 1965 года сельские районы были преобразованы вновь в административные районы и решением Новгородского облисполкома № 6 от 14 января 1965 года Новодеревенский сельсовет и деревня в Демянском районе. В соответствие решению Новгородского облисполкома № 706 от 31 декабря 1966 года Новодеревенский сельсовет и деревня из Демянского района были переданы во вновь созданный Марёвский район. По решению Новгородского облисполкома № 696 от 2 декабря 1968 года в районе был вновь образован Намошский сельсовет с центром в деревне Намошье, и деревня Задорье вошла в его состав, а 29 декабря 1976 года решением Новгородского облисполкома № 720 Намошский сельсовет был вновь упразднён и деревня Задорье вновь в составе Новодеревенского сельсовета.
По результатам муниципальной реформы деревня входит в состав муниципального образования — Моисеевское сельское поселение Марёвского муниципального района (местное самоуправление), по административно-территориальному устройству подчинена администрации Моисеевского сельского поселения Марёвского района.

## Население
| 2010 | 2011 | 2012 | 2013 | 2014 | 2015 | 2016 |
| ---- | ---- | ---- | ---- | ---- | ---- | ---- |
| 0    | →0   | →0   | →0   | →0   | →0   | →0   |